# Theodor Zeerleder
Theodor Zeerleder (* 3. Januar 1820 in Bern; † 30. Mai 1868 ebenda) war ein Schweizer Architekt, Zeichner und Aquarellist.
Zeerleder war ein Sohn von Ludwig Zeerleder. Er studierte am Polytechnikum in Karlsruhe und in Paris und war nach Reisejahren von 1850 bis 1854 Berner Grossrat. 1855 besuchte er die Weltausstellung in Paris, von 1858 bis 1859 bereiste er England, 1859 beteiligte er sich an der Berner Turnusausstellung und war von 1858 bis 1861 Präsident der Bernischen Künstlergesellschaft.
Von Zeerleder stammen unter anderem die Villa Egghölzli in Bern sowie Teile des Schlosses Oberhofen und des Gesellschaftshauses zu Schmieden. Sein Nachlass befindet sich in der Burgerbibliothek Bern.